# Sean Safo-Antwi
Sean Nana A. K. Safo-Antwi (* 31. Januar 1990 in London) ist ein ghanaischer Sprinter, der bis 2015 für das Vereinigte Königreich an den Start ging.

## Sportliche Laufbahn
Erste internationale Erfahrungen sammelte Sean Safo-Antwi 2015 bei den Halleneuropameisterschaften in Prag, bei denen er im 60-Meter-Lauf mit 6,63 s im Halbfinale ausschied. Anschließend nahm er mit der britischen 4-mal-100-Meter-Staffel an den World Relays auf den Bahamas teil und schied dort mit 38,79 s im Vorlauf aus. Im Jahr darauf nahm er für Ghana an den Olympischen Spielen in Rio de Janeiro teil, schied dort aber mit 10,43 s in der ersten Runde aus. 2018 gelangte er bei den Hallenweltmeisterschaften in Birmingham bis in das Finale und belegte dort in 6,60 s den siebten Platz über 60 Meter. Kurz darauf schied er bei den Commonwealth Games im australischen Gold Coast im 100-Meter-Lauf mit 10,95 s im Vorlauf aus. Im Jahr darauf nahm er erstmals an den Afrikaspielen in Ghana teil und belegte dort in 10,18 s den fünften Platz über 100 Meter und siegte mit der ghanaischen 4-mal-100-Meter-Staffel mit neuem Spielerekord von 38,30 s. Anschließend schied er bei den Weltmeisterschaften in Doha mit der Staffel mit 38,24 s in der Vorrunde aus. Bei den World Athletics Relays 2021 im polnischen Chorzów gelangte er mit der 4-mal-100-Meter-Staffel bis in das Finale und wurde dort disqualifiziert. Im August nahm er mit der Staffel an den Olympischen Sommerspielen in Tokio teil und erreichte dort das Finale, wurde aber auch dort disqualifiziert.
2022 startete er über 60 Meter bei den Hallenweltmeisterschaften in Belgrad und schied dort mit 6,71 s in der ersten Runde aus. Im Juni erreichte er bei den Afrikameisterschaften in Port Louis das Halbfinale über 100 Meter und schied dort mit 10,31 s aus. Im Juli belegte er bei den Weltmeisterschaften in Eugene mit neuem Landesrekord von 38,07 s im Finale den fünften Platz und anschließend schied er bei den Commonwealth Games in Birmingham mit 10,36 s im Halbfinale über 100 Meter aus und wurde im Staffelbewerb disqualifiziert.

## Persönliche Bestleistungen
- 100 Meter: 10,12 s (+1,8 m/s), 14. August 2022 in London
  - 60 Meter (Halle): 6,55 s, 6. Februar 2016 in Mondeville
- 200 Meter: 20,76 s (+0,3 m/s), 8. Mai 2016 in London Borough of Newham